# Gorodomlya
Gorodomlya (En ruso: Городомля) es una isla fluvial en el lago Seliger en el Oblast de Tver, Rusia. Es la segunda isla más grande del lago, siendo la primera Khachin. Está ubicada 320 km al noroeste de Moscú. El asentamiento de tipo urbano cerrado de Sólnechni se encuentra en la isla.

## Geografía
Es una isla lacustre de 3 kilómetros de largo y 1.3 kilómetros de ancho. Es la segunda isla más grande de un total de 160 islas del lago lago Seliger en el Oblast de Tver, Rusia. La más grande es la isla Khachin. 

## Historia
Se encontró restos de Sílex, que indican la existencia de asentamientos del Neolítico tardío o del Eneolítico temprano.

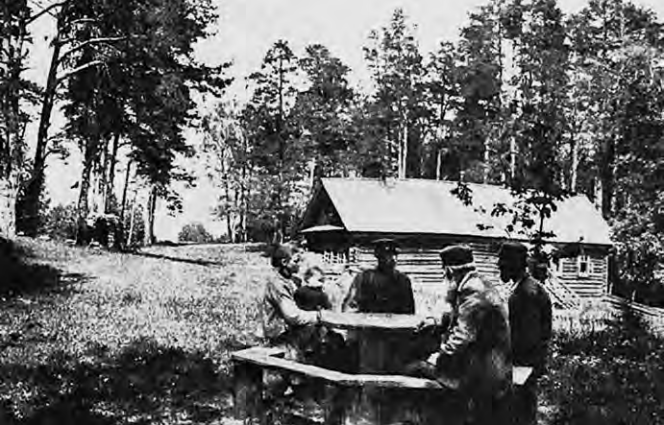
Isla Gorodovnya (en esos tiempos, propiedad del monasterio de Nil Stolbensky). 1890

Durante el siglo XVI, la isla Gorodomlya era parte del  patrimonio de Yakovlevich Belsky, miembro de la Opríchnina. En 1608, Belsky entregó Gorodomlya y  aguas e islas cercanas al boyardo Boris Mikhailovich Lykov con el que firmó una alianza que le permitió derrotar a Lisovsky en la batalla del vado del oso durante la guerra del Falso Dimitri. En 1629, Gorodomlya fue donado por Lykov a la ermita Nilo-Stolobenskaya.
A fines del siglo XIX, se fundó la comunidad de eremitas Getsemaní. En 1910, Sergei Mikhailovich Prokudin-Gorsky visitó la isla. A él se debe la fotografía a color del a iglesia y labores agrícolas. 
En junio de 1930, el Comisariado Popular de Agricultura (Narkomzem) inició la construcción en la isla de Gorodomlya del Instituto de Investigación Científica para el Estudio de la Fiebre Aftosa. 
Fue inaugurado oficialmente en octubre de 1932 en un enorme edificio principal, que ocupaba 25000 metros cuadrados, incorporó tanto instalaciones de producción como laboratorios de investigación, una criadero de cobayas, instalaciones de tratamiento biológico de aguas residuales, un museo, una biblioteca, un laboratorio fotográfico especializado en microfotografía, un cine y una sala de conferencias con capacidad para 100 personas.
En 1934-1935, la instalación de fiebre aftosa, se transfirió a la instalación de Armas Biológicas del Ejército Rojo, el Instituto Biotécnico, también conocido por la designación de código V/2-1094. La inteligencia alemana informó que el instituto militar estaba involucrado en experimentos centrados en Francisella tularensis (el agente causante de la tularemia) y Yersinia pestis (el agente causante de la peste bubónica). 
Alemania lanzó la Operación Barbarroja en junio de 1941 y, tras la captura de Kalinin en octubre, las instalaciones de armas biológicas fueron evacuadas de la isla y reubicadas en Kirov. La isla, al igual que la cercana ciudad de Ostashkov, no fue ocupada por los alemanes durante los años de la guerra. Dada su cercanía al frente sirvió como hospital de guerra. Según los documentos sobrevivientes de los hospitales, al menos 38 soldados y oficiales fueron enterrados en la isla. Como parte de la ampliación de las fosas militares, en la década de 1950, los restos fueron enterrados de nuevo en varias fosas comunes en la ciudad de Ostashkov.
Ya terminada la guerra, recibió el estatus de sucursal de la TsNIIMash (Instituto especializado en ingienieria aeroespacial) 
En 1946, más de 170 científicos e ingenieros aeroespaciales alemanes, incluidos Helmut Gröttrup y Fritz Karl Preikschat, fueron llevados a la isla para trabajar en el programa espacial soviético. La colonia alemana en Gorodomlya fue designada como Rama 1 de la oficina de investigación NII-88. El buró participó en el diseño del cohete R-14 y R-1, una versión del V-2 fabricado con piezas rusas.
Actualmente, en la isla hay una sucursal del Centro Académico Pilyugin, subsidiaria de Roscosmos. El pueblo está rodeado por un bosque, que lo protege de los vientos que soplan sobre el lago. La población es de aproximadamente 2 mil personas. Hay una casa de descanso sindical. Hay un puesto de control en el muelle, y la entrada a la isla se realiza solo con pases, y la isla está rodeada de alambre de púas.

## Galería

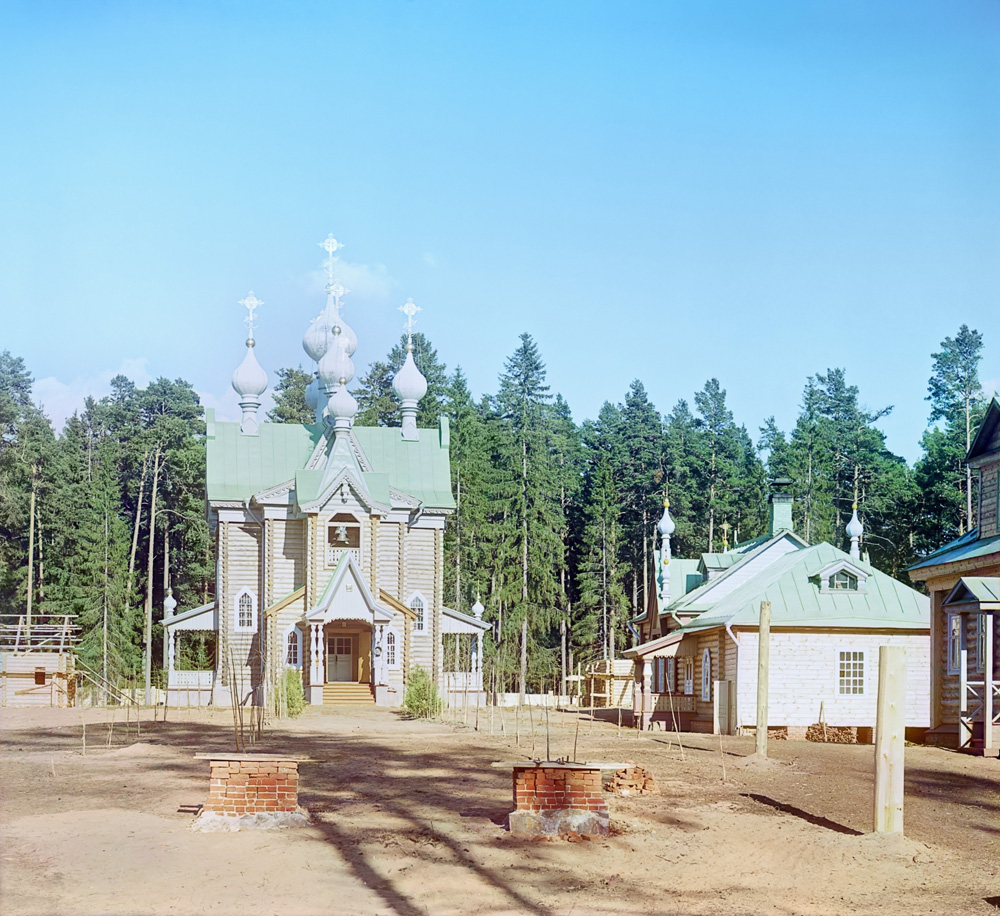
Nuevo templo en nombre de la Asunción de la Madre de Dios en la comunidad de eremitas Getsemaní. Fotografía de Prokudin-Gorsky en 1910.
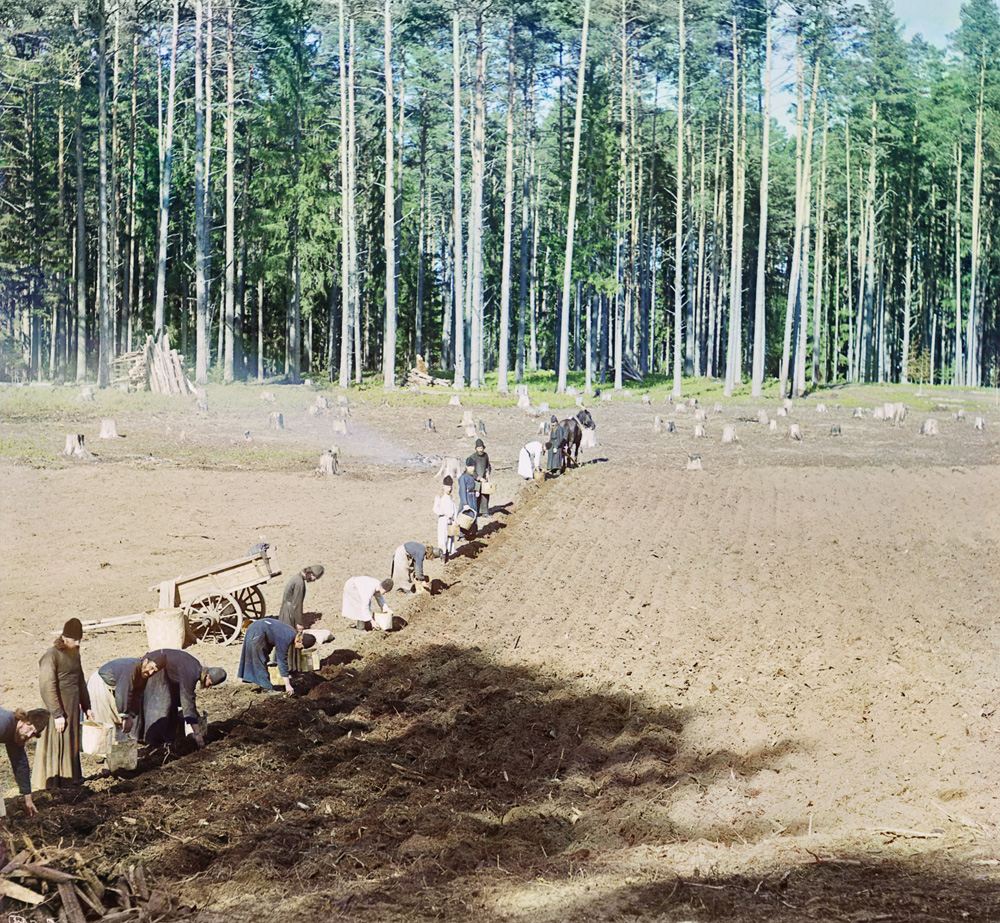
Monjes en el trabajo. Plantando papas. 1910
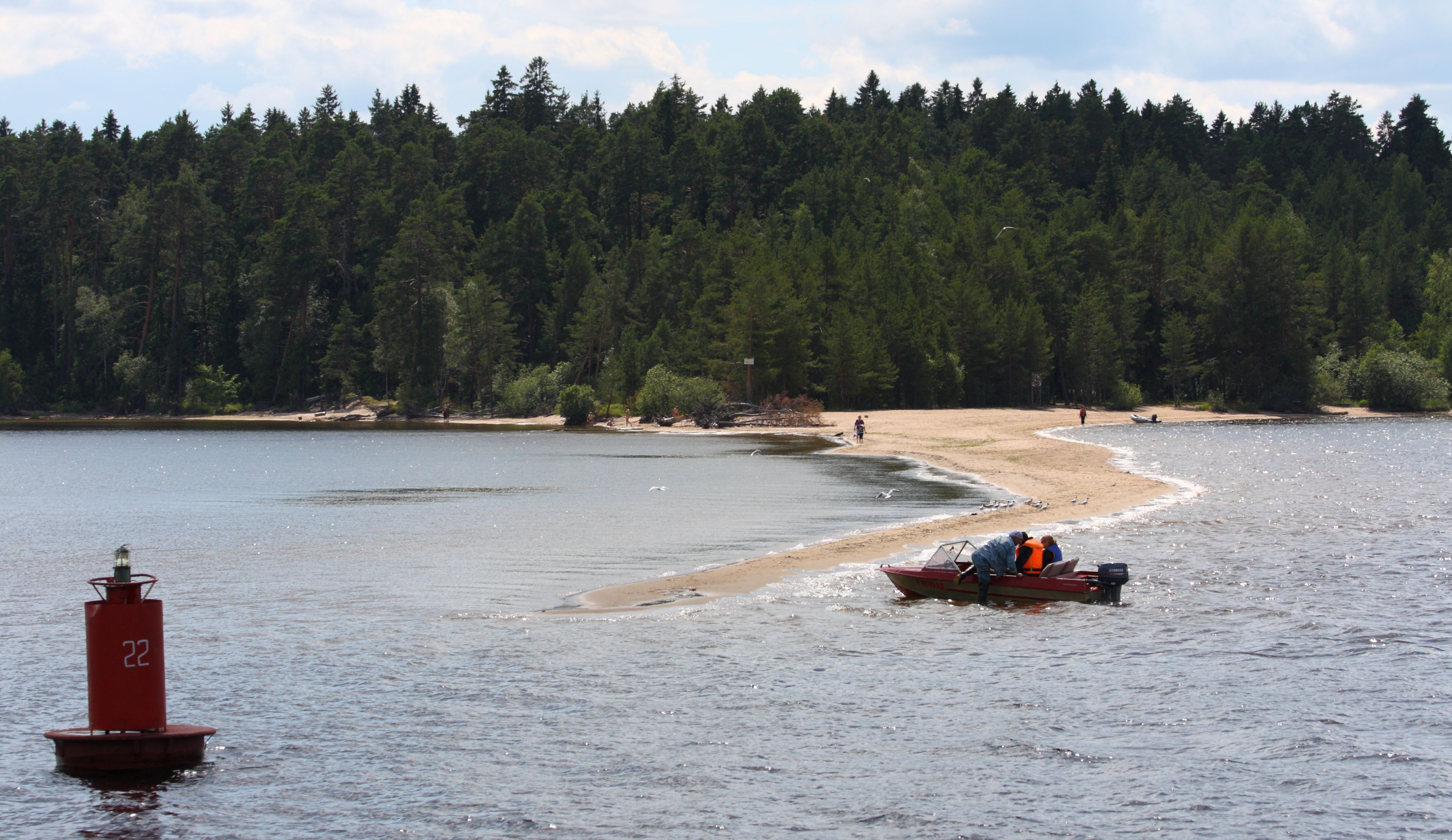
Isla de Gorodomiya, 2014